# ワイルド・ホーセズ (U2の曲)
「ワイルド・ホーセズ」（Who's Gonna Ride Your Wild Horses）は、U2の1991年アルバム『アクトン・ベイビー』に収録されている曲で、シングルカットされた。

## 概要
1990年にSTSスタジオで作ったデモが元。レコーディングは難航し、ベルリンでも形にならず、結局、ダブリンに戻ってからリリーホワイトの力を借りて完成させた。完成品はデモ音源に近いらしく（ジミー・アイオヴィンが好きだったようだ）、リリーホワイトが他人に聴かせたところ、「これぞラジオでヒットする曲だ」という返事が返ってきた。皆、Achtung Babyのインダストリアルな要素に戸惑っていたのだ。ちなみにビル・グラハムもも「継ぎ接ぎだらけの失敗作」とこき下ろしている。バンドも気に入らなかったらしく、アルバムリリース後も手を加え続け、シングルにはエッジのギターをキーボードに変えたTemple Bar Remixを収録した。こちらのほうが気に入っているようだ。演奏してもしっくりこないため、ライブでもあまり演奏されない。

## 収録曲

### Version 1 CD（日本盤）
1. Who's Gonna Ride Your Wild Horses (The Temple Bar Edit)
2. Paint It Black
3. Fortunate Son
4. Who's Gonna Ride Your Wild Horses (The Temple Bar Remix)

### Version 2 CD（UK盤）
1. Who's Gonna Ride Your Wild Horses (The Temple Bar Edit)
2. Paint It Black
3. Salome (Zooromancer Remix)
4. Can't Help Falling in Love ( The Triple Peaks Remix)

### Version 3（UK盤）
1. Who's Gonna Ride Your Wild Horses (The Temple Bar Edit)
2. Paint It Black

### Version 4 カセットテープ（USA盤）
1. Who's Gonna Ride Your Wild Horses (The Temple Bar Edit)
2. Paint It Black
3. Fortunate Son

## PV
- 監督：フィル・ジョアノー
- プロデューサー：ネッド・オハンロン
- 編集：モーリス・リネイン、ｇレン・ラザロ
- ロケ地：シカゴ
- 撮影日：1992年9月17日
- リリース日：1992年10月14日

Zoo TV ツアーのライブ映像のコラージュと白い背景で録音された曲のバージョンに合わせてバンドが演奏している。途中、ボノがうんざりした様子で歌を止めているが、あれは演技ではなく、度重なる撮影に嫌気が差して本当に歌を止めたのだ。面白いからそのまま使った。ビデオに流れる曲はアルバムバージョンではなく、Temple Bar Remix。

## カバー
- Apoptygma Berzerk (2006) - ノルウェーのシンセポップロックバンド

## B面曲

### Paint It Black
The Rolling Stonesのカバー。

### Fortunate Son
Creedence Clearwater Revivalのカバー。

### Can't Help Falling in Love ( The Triple Peaks Remix)
エルヴィス・プレスリーのカバー。
→「Can't Help Falling in Love 」